# عبدالبصیر سالنگی
عبدالبصیر سالنگی (زادهٔ ۱۹۶۲ (۶۲–۶۳ سال)) سیاستمدار اهل افغانستان است. حزب سیاسی وی جمعیت اسلامی افغانستان می‌باشد.

## زندگی‌نامه
عبدالبصیر سالنگی درسال ۱۳۴۱ در قریهٔ اولنگ ولسوالی سالنگ متولد شد.
وی تحصیلات آکادمیک ندارد و در دوران جمهوریّت با جعل مدارک برای خود عناوین تحصیلی ساخت.